# Kołczewo
Kołczewo (do 1945 niem. Kolzow) – wieś letniskowa w Polsce, położona w woj. zachodniopomorskim, w pow. kamieńskim, w gminie Wolin.
W latach 1945–1954 i 1973–1976 miejscowość była siedzibą gminy Kołczewo. W latach 1954–1972 wieś należała i była siedzibą władz gromady Kołczewo. W latach 1975–1998 wieś administracyjnie należała do województwa szczecińskiego.
Według danych z 2011 roku wieś miała 721 mieszkańców.

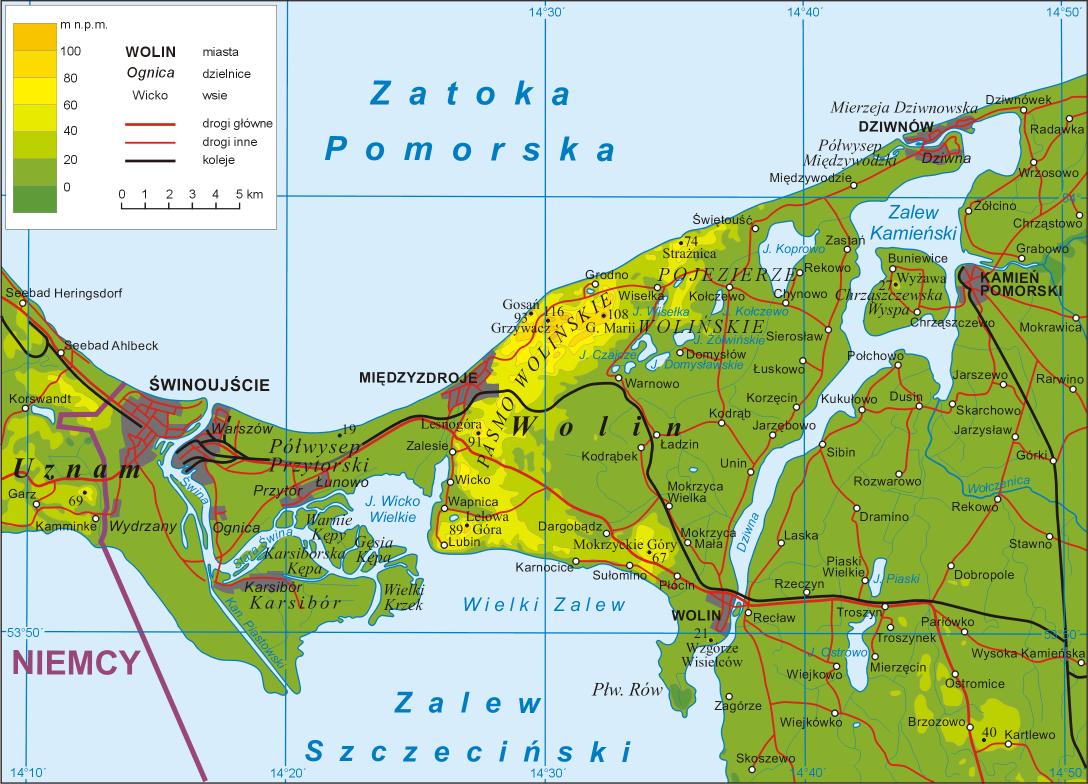
Mapa wyspy Wolin z zaznaczonym Kołczewem

## Położenie
Miejscowość leży przy nadmorskiej drodze wojewódzkiej nr 102 na odcinku pomiędzy Międzyzdrojami a Dziwnowem, ok. 13 km na północ od Wolina, przy wschodnim brzegu jeziora o tej samej nazwie – należącego do Pojezierza Wolińskiego.
W 2007 roku do Kołczewa przyłączono przysiółki Kołczewko i Wartowo.

## Integralne części wsi
| SIMC    | Nazwa     | Rodzaj    |
| ------- | --------- | --------- |
| 0785797 | Kołczewko | część wsi |
| 0785811 | Wartowo   | część wsi |

## Infrastruktura

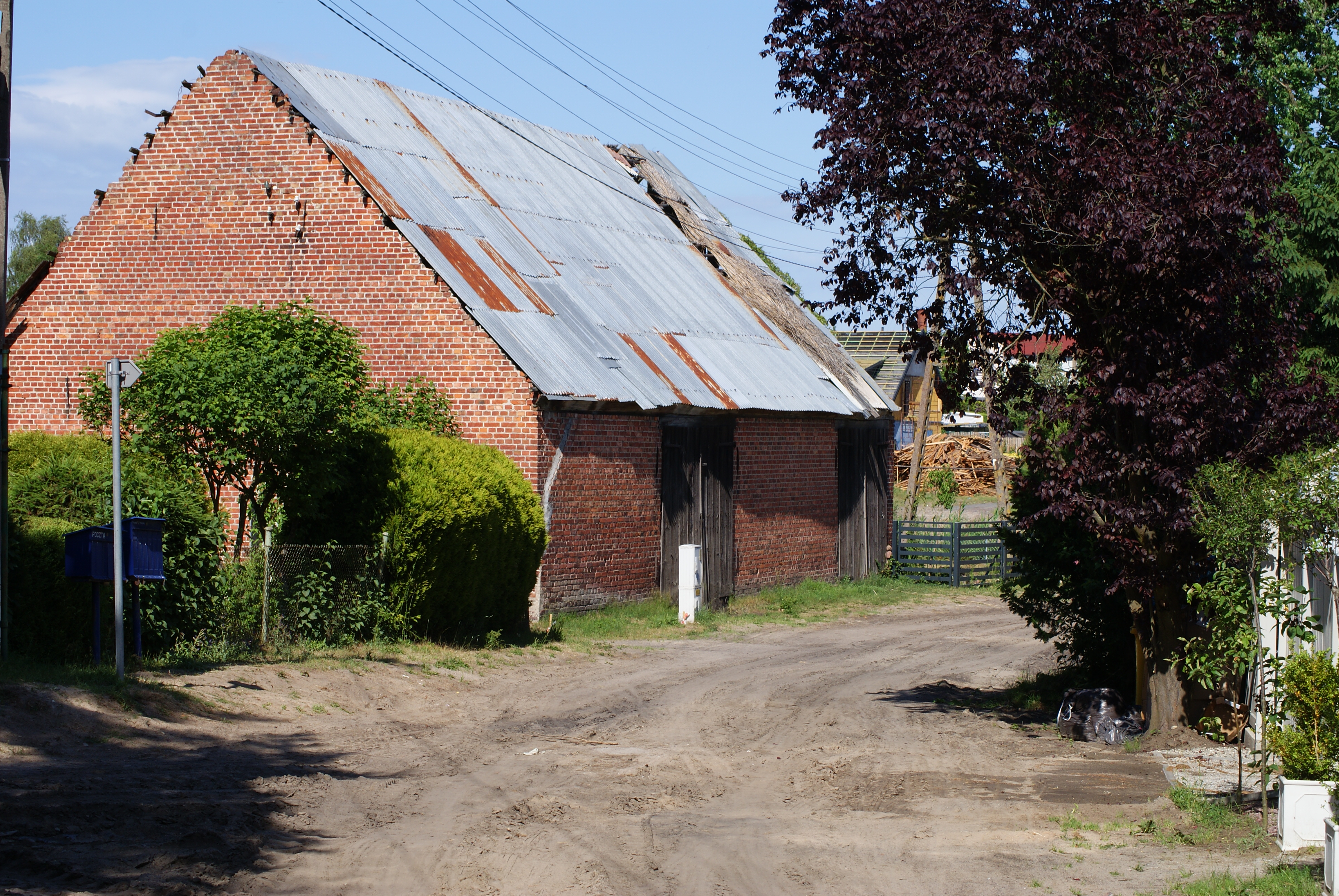
Ulica Młyńska – szlak rowerowy R10

We wsi jest stacja benzynowa, przystanek PKS, szkoła podstawowa, przedszkole, ośrodek zdrowia, sklepy spożywcze i przemysłowe, świetlica-dyskoteka, warsztaty samochodowe, filia banku spółdzielczego (z bankomatem SGB) oraz agencja pocztowa. We wsi ma swoją siedzibę OSP Kołczewo.
W Kołczewie znajduje się kompleks golfowy o powierzchni 66 ha, obejmujący m.in. 18-dołkowe pole golfowe oraz 9-dołkowe pole treningowe. Jest to jedno z dwóch najstarszych pól golfowych w Polsce. W roku 2017 pole golfowe przejęła grupa miłośników tego sportu i postanowili udostępnić miejsce dla wszystkich. Przeprowadzono szereg modernizacji oraz odświeżono budynek klubowy. Udostępniono też restaurację.

## Zabudowa
Wieś ma czytelny do dziś układ owalnicowy i urozmaiconą rzeźbę terenu z dwoma wzniesieniami w południowej i południowo-wschodniej części. Na wzniesieniu południowym stał niegdyś kościół średniowieczny otoczony cmentarzem parafialnym, nieczynnym od 1945 r. i porośnięty starodrzewem. Stylowy dworek z XIX w. (obecnie budynek mieszkalny, kiedyś szkoła podstawowa) oraz kościół z XIX w.
Nad jeziorem znaleźć można ślady grodziska Słowian z XII wieku.
Zabytki:
- relikty kościoła parafialnego pw. św. Katarzyny z przełomu XV/XVI wieku,
- cmentarz przy kościele (nieczynny).

## Historia
Pierwsze ślady osadnictwa pochodzą z epoki brązu, z okresu kultury łużyckiej. Skupisko osadnicze można datować na średniowieczne (IX wiek), a kilka osad i punktów osadniczych z okresu od X do XII wieku. 
Miejscowość pierwszy raz wymieniana jest w źródłach pisanych w początkach XIV wieku (1311) pod nazwą Koltzowe
(Coltzowe). W roku 1492 został w zachowanych dokumentach wspomniany proboszcz Detlevus Goesz.
W południowej części wsi w XV wieku powstał kościół. Zniszczony został na początku XIX wieku, a w 1859 roku zabezpieczony jako trwała ruina. Rozebrany został w latach 60. XX wieku. W latach 1857–1883 został wybudowany nowy kościół, ufundowany przez tajnego radcę z Berlina, P.D. Tobolda. Obie świątynie wybudowano w południowo-wschodniej części wsi. Przy obu kościołach znajdowały się cmentarze. W połowie XIX wieku we wsi były dwie szkoły i dwa wiatraki.
Wieś przez okres swojego istnienia – od średniowiecza, aż do 1945 stanowiła dobra miasta Wolin.

## Przyroda

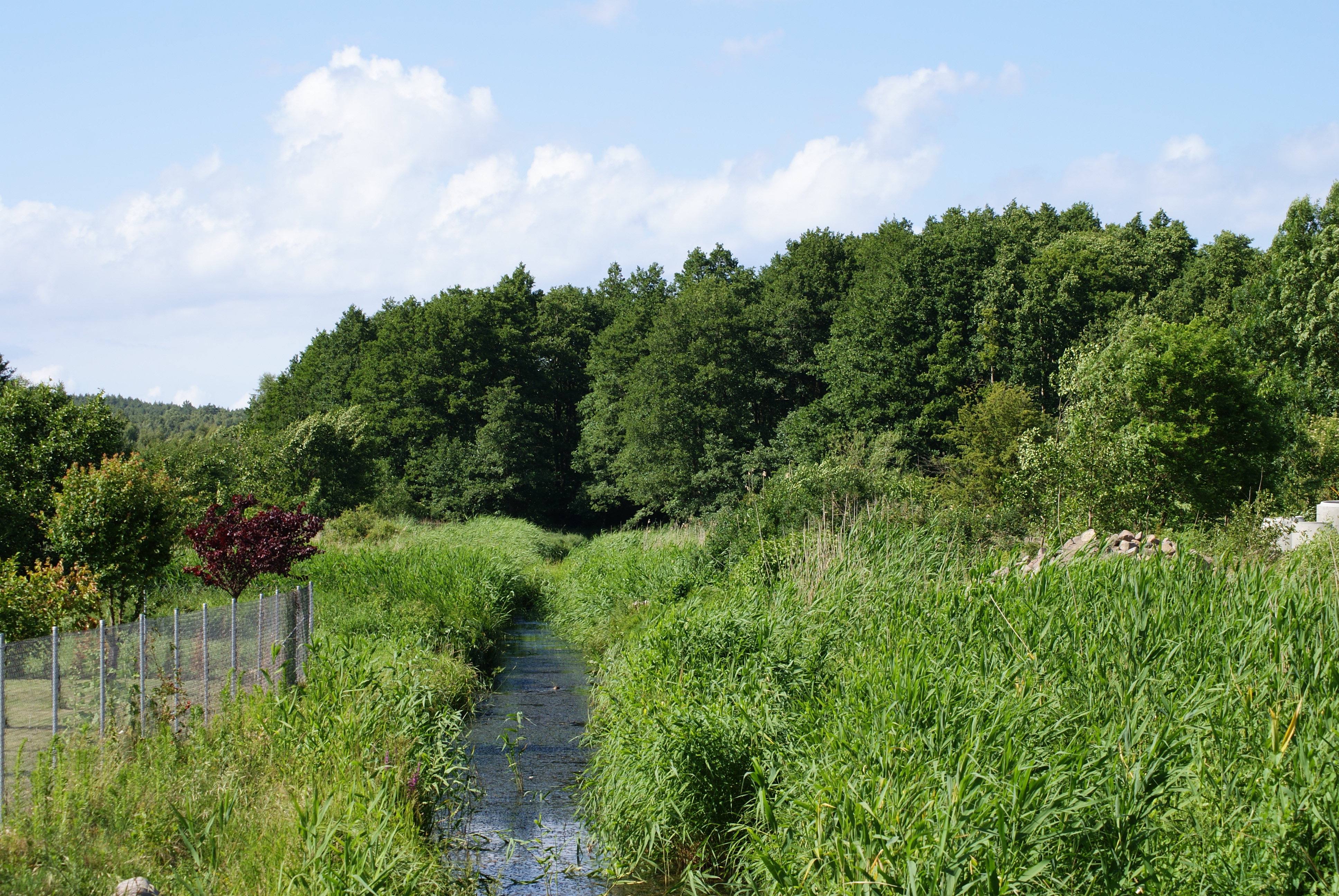
Lewieńska Struga w Kołczewie

Wokół wsi znajdują się charakterystyczne dla tej części wyspy, zespoły łąkowo-bagienne o rzadkiej szacie roślinnej. Występują zbiorowiska wysokich bylin bagiennych i bogata warstwa mszysta.
W pobliżu stylowego dworku z XIX w. rosną dwa potężne jesiony, będące pomnikami przyrody: Miłko i Przemko.
30 listopada 2012 celem zachowania wartości przyrodniczych, naukowych i krajobrazowych Rada Miejska w Wolinie ustanowiła nowy pomnik przyrody. Jest nim drzewo z gatunku dąb szypułkowy o obwodzie pnia mierzonym na wysokości 1,3 m – 637 cm, w wieku ok. 380–400 lat, o wysokości: 28–32 m, rosnący przy ul. Zwycięstwa 37. Określono również jego nazwę jako „Dąb Mamre”.

## Edukacja
We wsi znajduje szkoła podstawowa, do której uczęszczają dzieci z Kołczewa. Do obwodu Publicznej Szkoły Podstawowej w Kołczewie należą również miejscowości: Chynowo, Kodrąb, Domysłów, Rekowo, Świętouść, Wartowo, Wisełka, Żółwino, Granik, Jarzębowo, Korzęcin, Łojszyno, Łuskowo, Sierosław i Zastań.

## Turystyka
Przez miejscowość przebiega  Szlak przez Pojezierze Warnowsko-Kołczewskie, prowadzony z Muzeum Przyrodniczego Wolińskiego Parku Narodowego w Międzyzdrojach do węzła szlaków turystycznych przy Nadmorskim Szlaku Turystycznym w Świętouściu.